# والتر هاغ
والتر هاغ (بالألمانية: Walter Haag)‏ هو مصمم الإنتاج ومهندس معماري ألماني، ولد في 14 فبراير 1898 في برلين في ألمانيا، وتوفي في 20 أبريل 1978 في غوتينغن في ألمانيا.

## وصلات خارجية
- والتر هاغ على موقع IMDb (الإنجليزية)
- والتر هاغ على موقع ألو سيني (الفرنسية)
- والتر هاغ على موقع أول موفي (الإنجليزية)
- والتر هاغ على موقع قاعدة بيانات الأفلام السويدية (السويدية)
- والتر هاغ على موقع قاعدة بيانات الفيلم (الإنجليزية)
- والتر هاغ على موقع كينوبويسك (الروسية)